# Namibische Botschaft in Genf
Die Namibische Botschaft und Ständige Vertretung in Genf (englisch Embassy of the Republic of Namibia to the Swiss Confederation and Permanent Mission to the United Nations Office) ist die offizielle diplomatische Vertretung der Republik Namibia in der Schweiz sowie für Liechtenstein. Die Botschaft dient auch als Namibias Ständige Vertretung beim Büro der Vereinten Nationen in Genf.
Die Ständige Vertretung wurde im Juli 2010 gegründet und vier Jahre später auch für die Schweiz und Liechtenstein akkreditiert. Botschafterin ist seit Dezember 2020 Julia Imene-Chanduru.

## Botschafter
- 2010 bis 2013: Simon Maruta (Chargé d’Affaires)
- 2013 bis 2020: Sabine Böhlke-Möller
- seit dem 11. Dezember 2020: Julia Imene-Chanduru